# Jugador más impactante de la NBA Development League
El National Basketball Association Development League Impact Player of the Year (en español, Jugador más impactante de la NBA Development League) es un galardón que otorgaba la NBA Development League desde la temporada 2007-08. Los entrenadores de los equipos de la liga son los que votan este premio, y el ganador es revelado generalmente durante la disputa de los play-offs. Se concede al mejor jugador que, una vez iniciada la competición, se incorpora a un equipo y destaca por su aportación al mismo.
El primer ganador del premio fue Morris Almond, un base que se incorporó a los Utah Flash y terminó promediando 25,6 puntos, 3,6 rebotes y 1,6 asistencias por partido.

## Ganadores
| Temporada | Nacionalidad   | Jugador       | Posición | Equipo                   | Ref.  |
| --------- | -------------- | ------------- | -------- | ------------------------ | ----- |
| 2007–08   | Estados Unidos | Morris Almond | Base     | Utah Flash               | [ 3 ] |
| 2008–09   | Estados Unidos | Eddie Gill    | Base     | Colorado 14ers           | [ 4 ] |
| 2009–10   | Estados Unidos | Brian Butch   | Pívot    | Bakersfield Jam          | [ 1 ] |
| 2010–11   | Estados Unidos | Jeff Adrien   | Alero    | Rio Grande Valley Vipers | [ 5 ] |
| 2011–12   | Estados Unidos | Eric Dawson   | Alero    | Austin Toros             |       |
| 2012–13   | Estados Unidos | Rasual Butler | Alero    | Tulsa 66ers              |       |
| 2013–14   | Nigeria        | Ike Diogu     | Alero    | Bakersfield Jam          |       |
| 2014–15   | Estados Unidos | Jerel McNeal  | Base     | Bakersfield Jam          |       |
| 2015–16   | Estados Unidos | Ryan Gomes    | Alero    | Los Angeles D-Fenders    |       |
| 2016–17   | Estados Unidos | John Holland  | Escolta  | Canton Charge            | [ 6 ] |